# Drostenburgbrug
De Drostenburgbrug (brug 1246) is een bouwkundig kunstwerk in Amsterdam-Zuidoost. In de periode 2018-2019 werd de brug tevens een artistiek kunstwerk. Brug 1246 is de enige brug uit de serie 1240-1249 die in 2020 nog bestaat.

## Brug 1246
Deze brug die niet alleen een afwateringstocht overspant maar ook een voet- en fietspad is gelegen in de Dolingadreef. De Dolingadreef is een van de bovenliggende verkeersroutes in Amsterdam Zuidoost, die over lager gelegen voet- en fietspaden en waterwegen voert. De brug ligt op de waterkundige scheidslijn tussen de wijken Venserpolder (Drostenbrug) en Bijlmer Centrum (Daalwijkdreef). Even ten zuiden van de brug ligt een andere doorgaande route: de Daalwijkdreef. Voor die kruising werden meerdere bruggen geprojecteerd. Brug 1246 werd samen gebouwd met de bruggen 1247 en 1248.
Het ontwerp was afkomstig van Dirk Sterenberg van de Dienst der Publieke Werken. Het complete bouwwerk bestaat uit beton, al dan niet voorgespannen en hout/metaal voor de leuningen. Bijzonder zijn de zeshoekige brugpijlers.
De brug heeft twee namen:
- de officiële naam Drostenburgbrug, maar niet aangegeven middels een naambord, dankt ze aan de nabijgelegen straat Drostenburg, op haar beurt vernoemd naar een grote boerderij ten zuiden van Borculo in Gelderland.
- de officieuze naam Tunnel of Color, wel aangegeven met bord, dankt ze aan een in 2018/2019 door Playground Amsterdam aangebracht kunstwerk dat in samenwerking met leerlingen van plaatselijke scholen het uiterlijk van met name het tunnelgedeelte opfleurt; er is poëzie en straattaal te lezen en aan de onderzijde van de overspanning zijn de straatnamen van de Venserpolder (dit gedeelte) te lezen; in dit gedeelte van de Venserpolder zijn straten vernoemd naar schrijvers, tevens zijn de namen van de twee wijken te lezen in de landhoofden.[1]

## Bruggen 1247 en 1248
Daar waar brug 1246 in de Dolingadreef werd gelegd, werden de bruggen 1247 en 1248 in de Daalwijkdreef gebouwd die naar het westen oorspronkelijk doorliep tot onder de Venserpoldermetrobrug/Venserpolderspoorbrug. Het westelijke deel vanaf de Dolingadreef werd rond 1980 geamputeerd voor de bouw in de Venserpolder en de twee viaducten werden rond die tijd gesloopt.

## Afbeeldingen

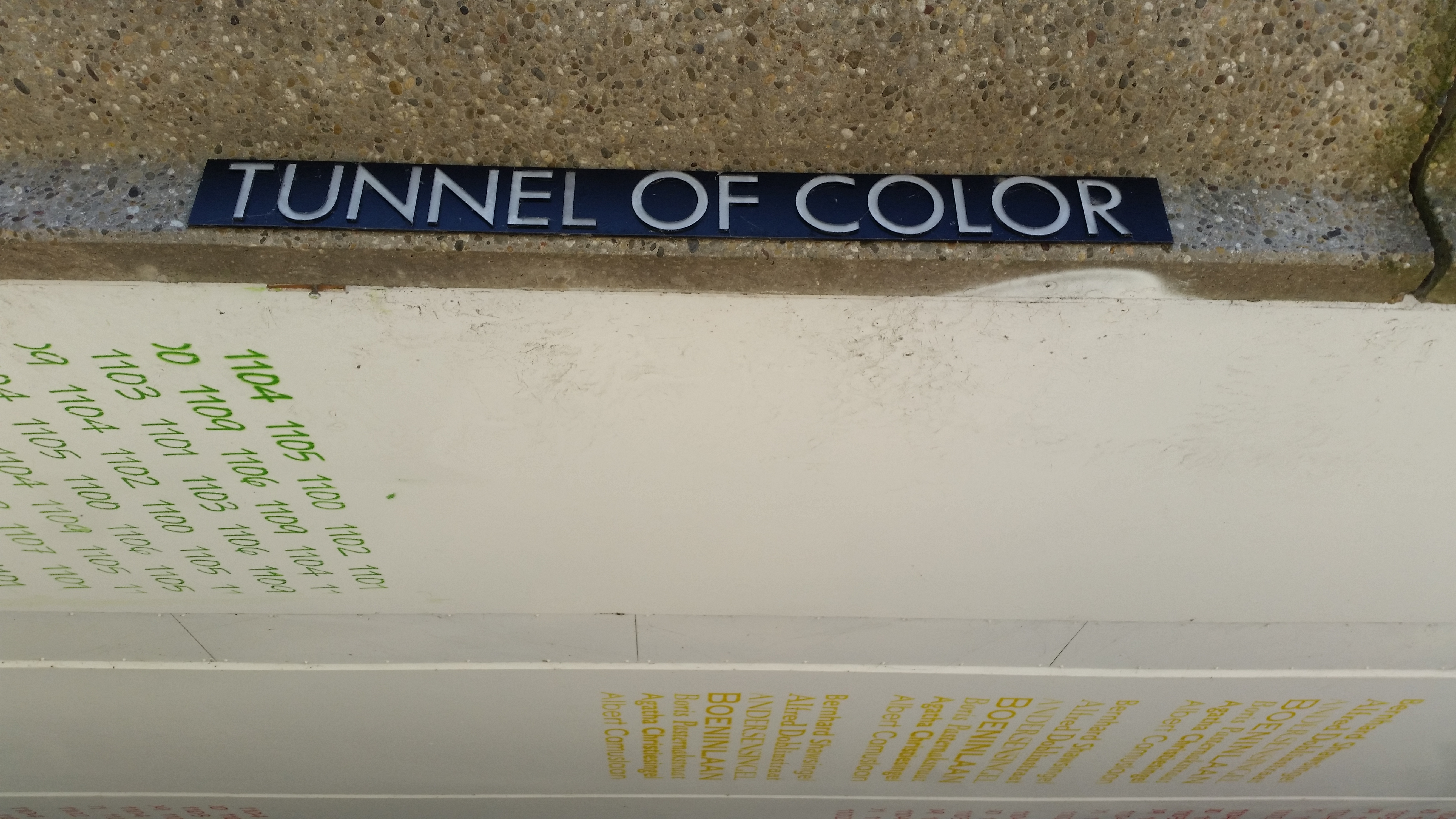
Tunnel of Color (mei 2020)
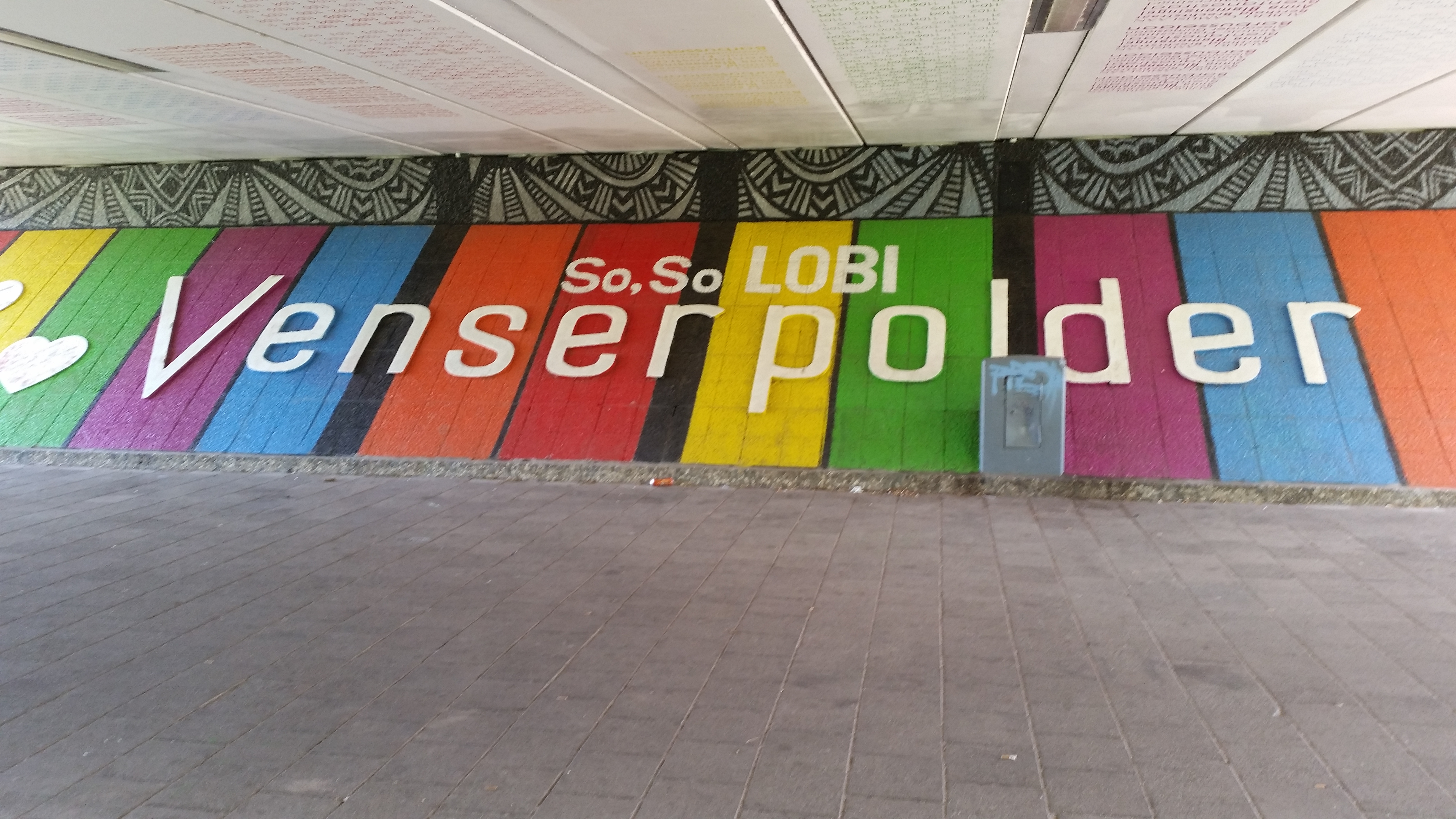
Landhoofd Venserpolder (mei 2020)
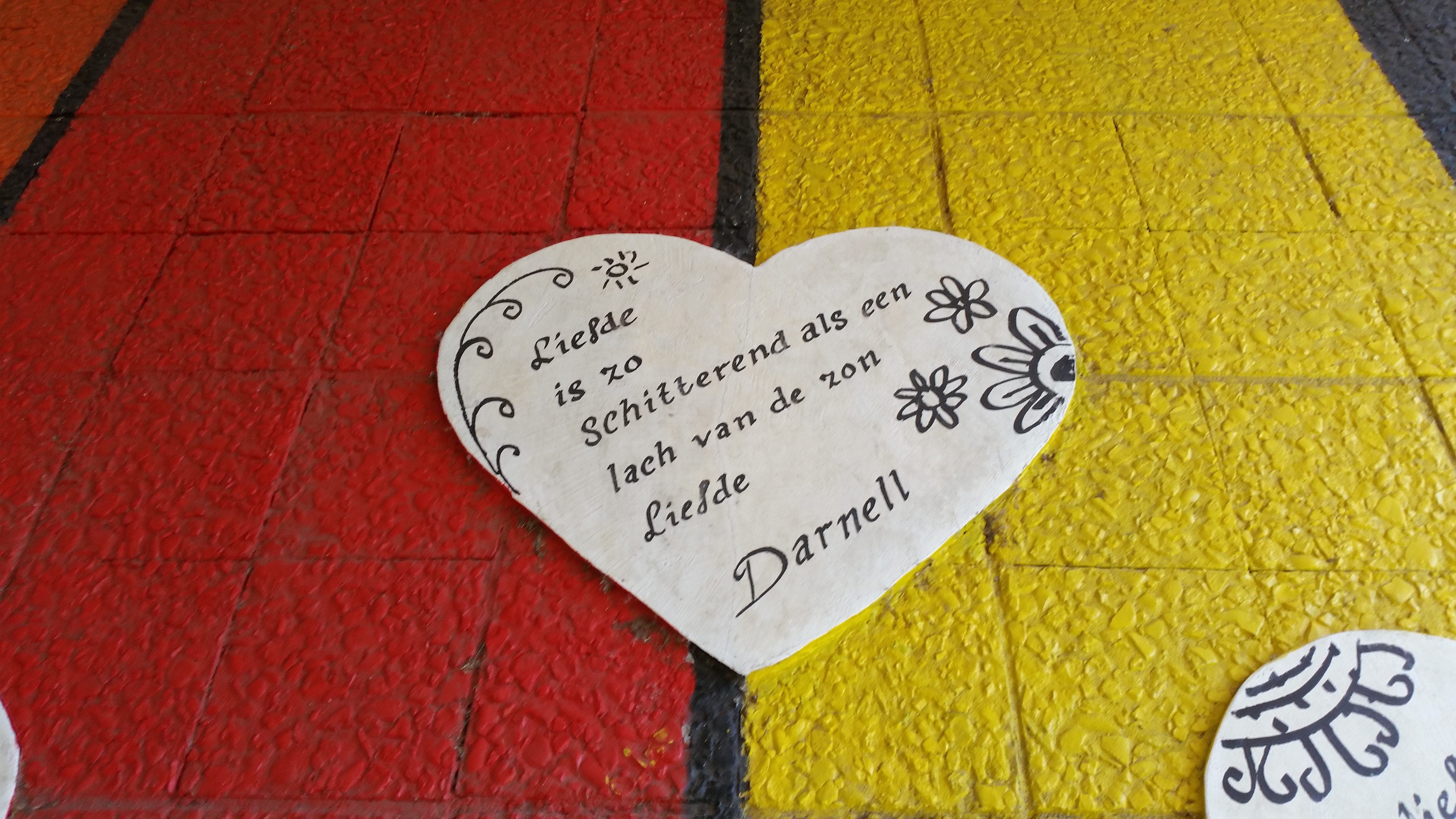
Hartje uit kunstwerk (mei 2020)
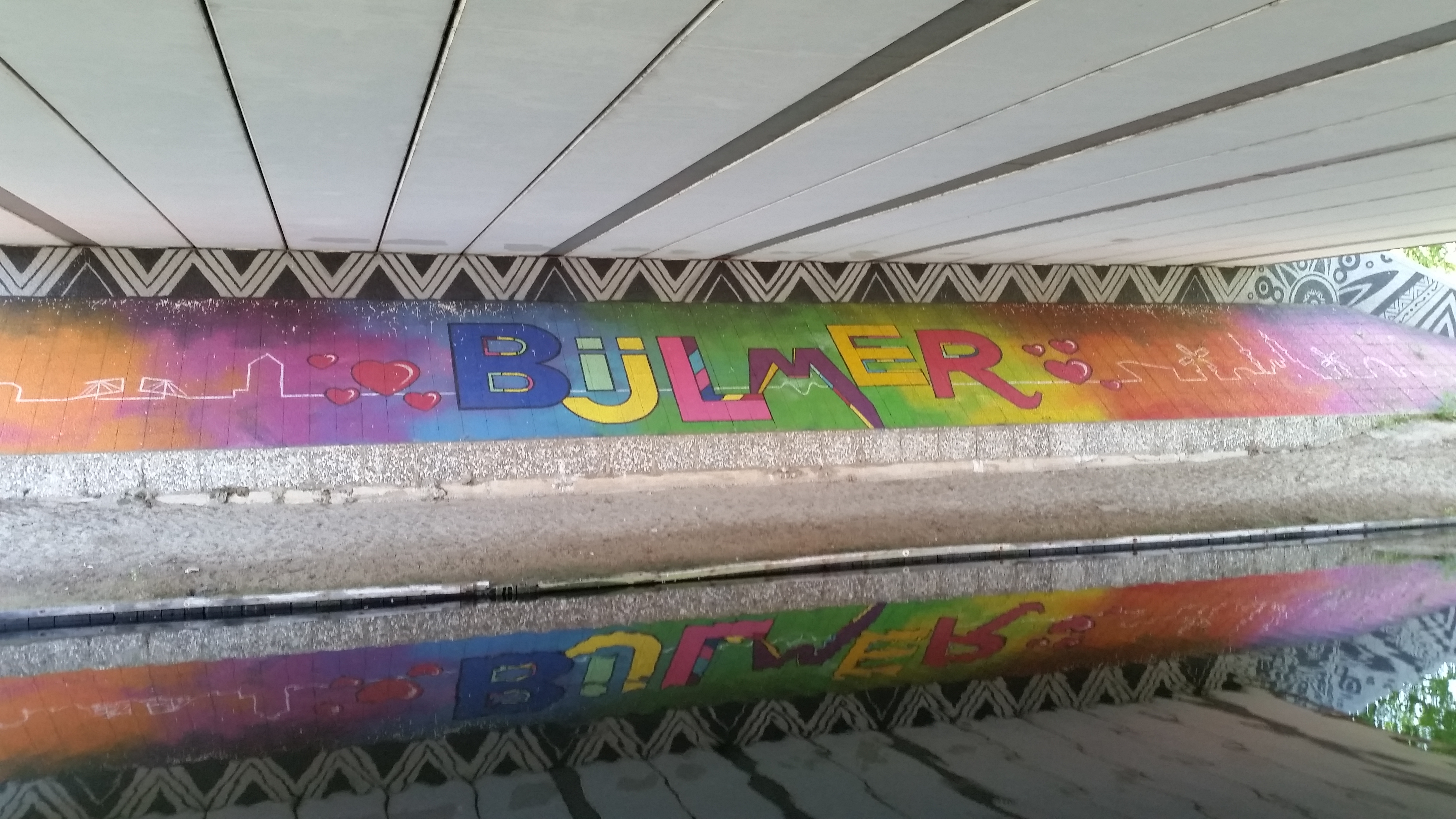
Landhoofd Bijlmer (mei 2020)
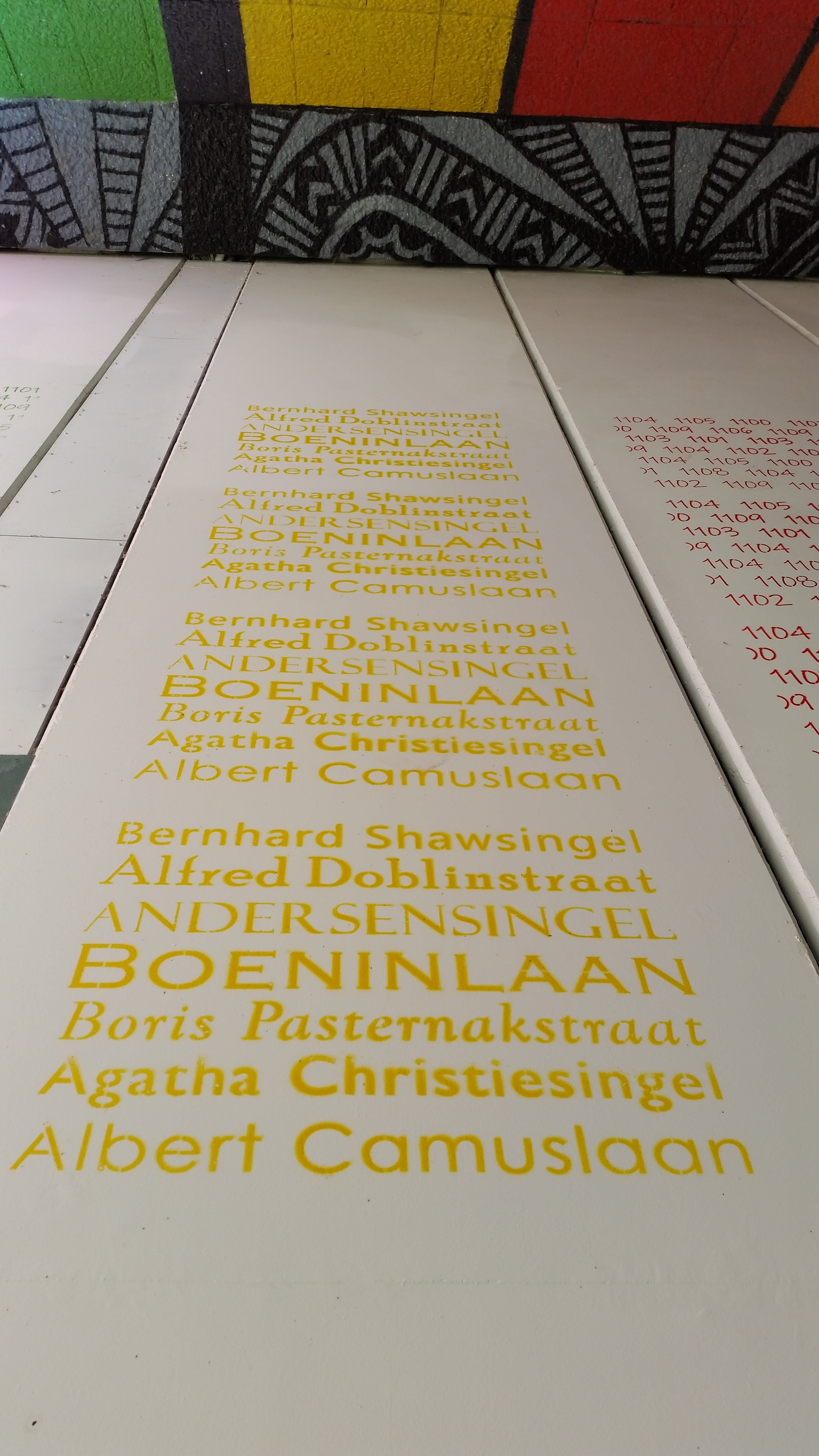
Straatnamen Venserpolder (mei 2020)
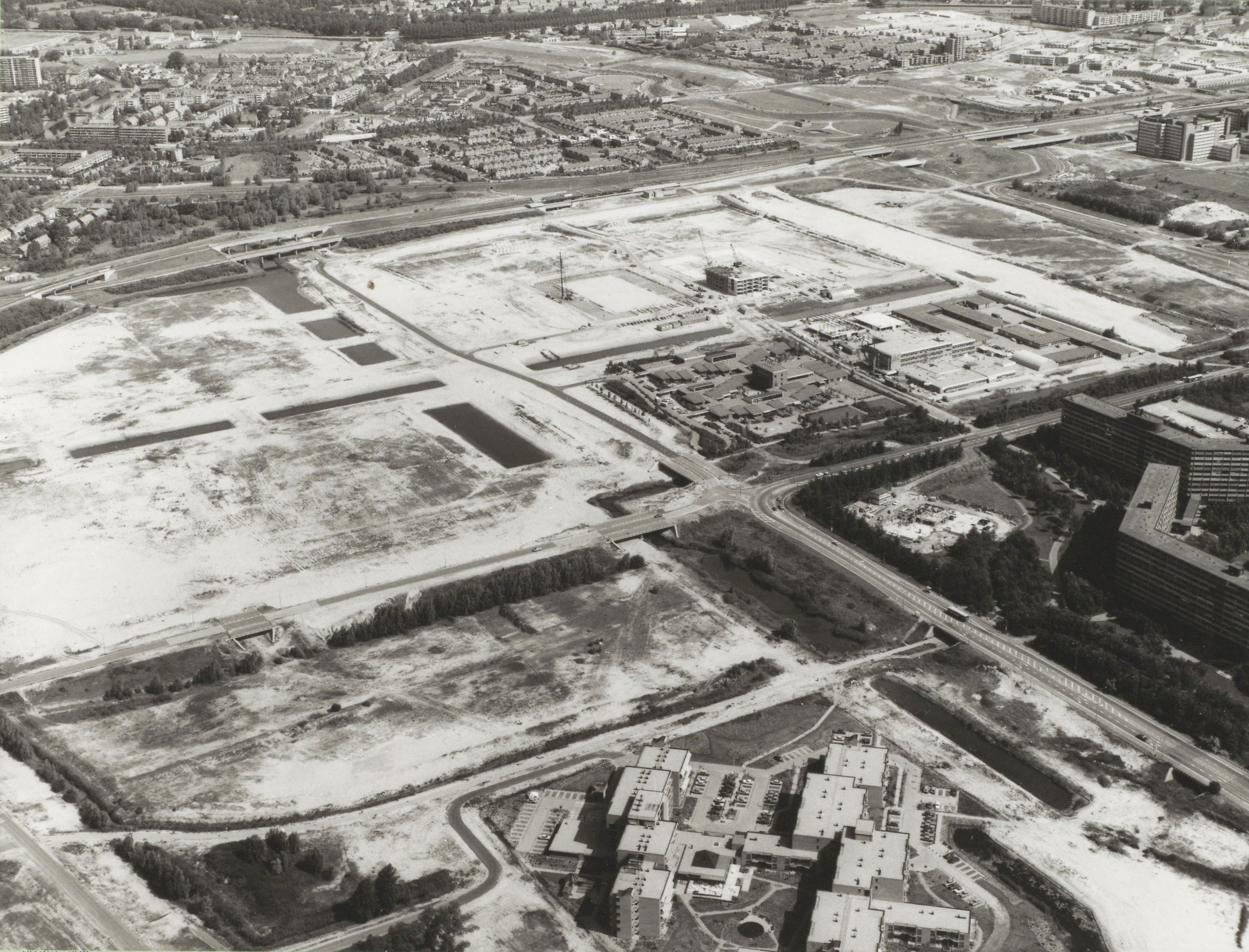
Kruising Dolingadreef (van linksachter naar rechtsvoor) met Daalwijkdreef (over het midden) in het midden met links daarvan bruggen 1247 en 1248 (begin jaren 80)